# Ґоля (Ґостинський повіт)
Ґоля (пол. Gola, нім. Gola) — село в Польщі, у гміні Ґостинь Гостинського повіту Великопольського воєводства.
Населення — 1065 осіб (2011).
У 1975-1998 роках село належало до Лешненського воєводства.

## Демографія
Демографічна структура станом на 31 березня 2011 року:
|          | Загалом | Допрацездатний вік | Працездатний вік | Постпрацездатний вік |
| -------- | ------- | ------------------ | ---------------- | -------------------- |
| Чоловіки | 540     | 130                | 370              | 40                   |
| Жінки    | 525     | 104                | 319              | 102                  |
| Разом    | 1065    | 234                | 689              | 142                  |